# 今里隆

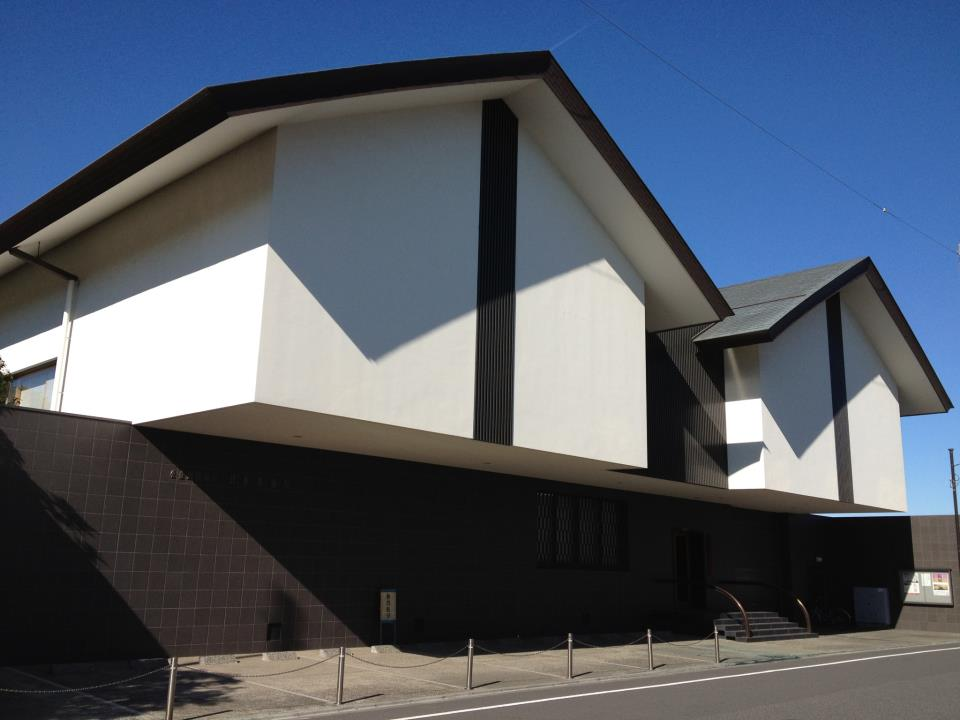
日本美術院（東京都台東区谷中）

今里 隆（いまざと たかし、Takashi Imazato、1928年2月21日 - ）は建築家。杉山隆事務所代表。東京生まれ。吉田五十八（日本芸術院会員、東京藝術大学名誉教授）に師事した。東京美術学校在学当初から吉田五十八研究室で設計活動に従事。近代数寄屋建築を確立した建築家吉田五十八から基礎を学び、現代に活かした日本建築を追求し作品造りをする。

## 経歴
1945年に東京美術学校（現東京藝術大学美術学部）建築科入学、海軍電測学校へ動員後、1949年に東京美術学校を卒業。1949年から1964年まで、吉田五十八研究室に勤務。1964年に杉山隆建築設計事務所創設 現在に至る。1970年、今里広記の養子となる。1988年から1991年まで、東京芸術大学客員教授。現在、日本建築学会会員、国際茶道文化協会評議員、五井平和財団理事。

## 作品
代表作に、国技館（鹿島建設との共同設計）、池上本門寺の御廟所・大客殿、平山郁夫美術館、醍醐寺霊宝館・醍醐寺伝法学院、京都南座、池坊本部ビル、公益財団法人日本美術院、成川美術館、金田中、美濃吉本店竹茂楼、大平正芳邸、平山郁夫邸、松尾敏男邸、田渕俊夫邸等。歌舞伎座の建て替え計画では劇場監修を担当する。

## 受賞
- 日本経済新聞新製品賞受賞（国技館）
- 東京建築賞（池上本門寺御廟所及び大客殿・成川美術館・花生カントリークラブクラブハウス・公益財団法人日本美術院）
- きょうと景観賞（京懐石美濃吉本店竹茂楼）
- BELCA賞受賞(京都南座）
- 高松市都市景観賞（松平公益会事務所）
- 大村市都市景観賞(田崎真珠迎賓館「阿古屋荘」)

その他、受賞多数。

## 著作
- 「屋根の日本建築」NHK出版[4]
- 「建築用木材の知識(これだけは知っておきたい)」鹿島出版会 ISBN 978-4306010901
- DVD「今里隆パーソナリティと作品」日刊建設通信新聞社[5]